# Асавдибаш
Асавдиба́ш (рос. Асавдыбаш, башк. Аҫауҙыбаш) — село у складі Янаульського району Башкортостану, Росія. Адміністративний центр Асавдибаська сільської ради.
Населення — 193 особи (2010; 247 у 2002).
Національний склад:
- башкири — 96 %